# Craig Parkinson

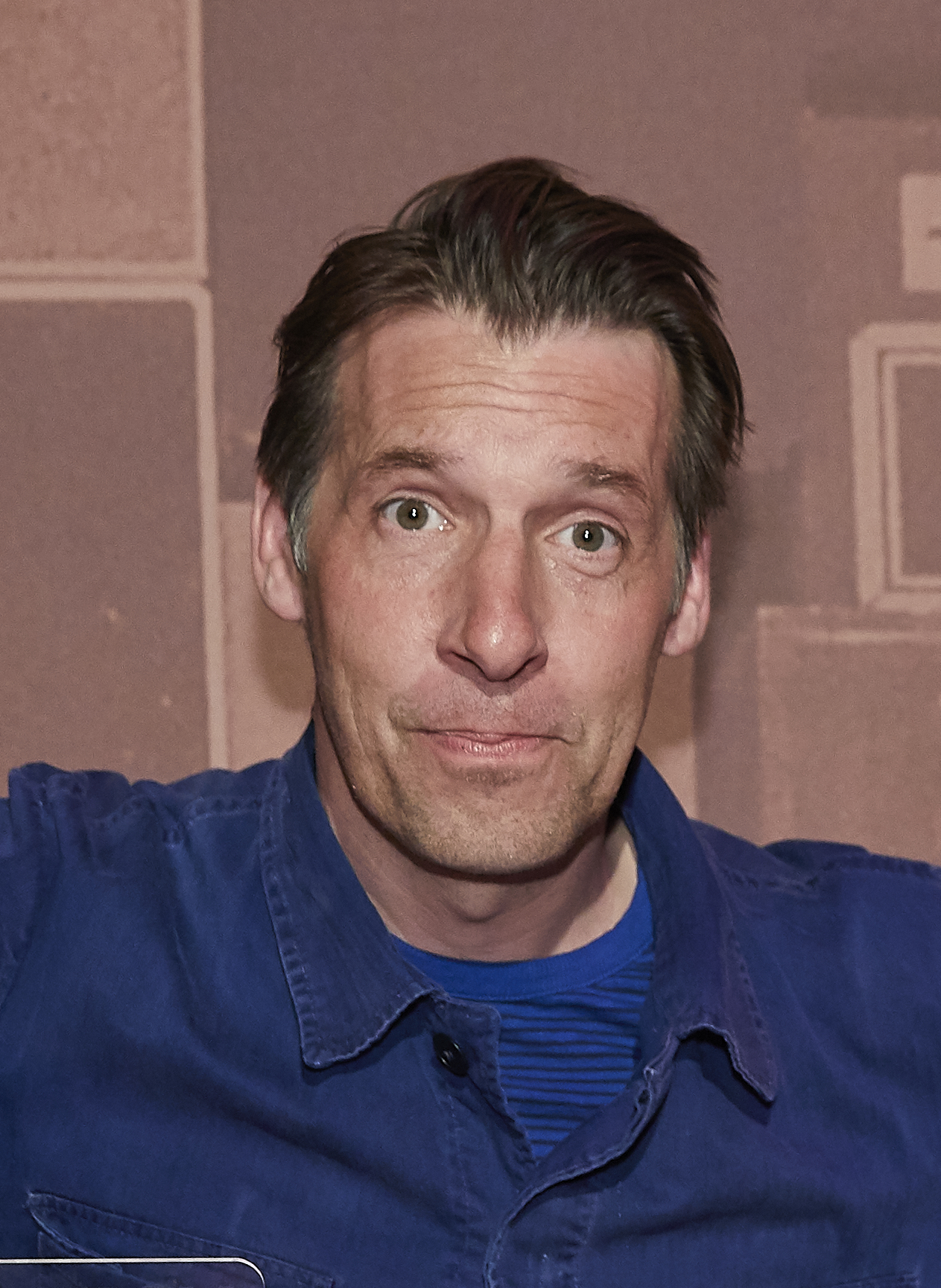
Craig Parkinson

Craig Parkinson (* 11. März 1976 in England) ist ein britischer Schauspieler.

## Leben und Karriere
Craig Parkinson begann bereits während seiner Schulzeit mit dem Schauspielern. Er besuchte das Blackpool and Fylde College sowie eine Dramaschule in London. Des Weiteren studierte er in London an der Mountview Academy of Theatre Arts.
Eine seiner ersten Fernsehrollen hatte Craig Parkinson 2001 in der Krimiserie Dalziel an Pascoe. Es folgten Rollen in Attachements, The Bill, Ed Stone Is Dead, Hustle – Unehrlich währt am längsten, Black Books und Outlaws. 2007 war er als Tony Wilson im Film Control zu sehen. Ein Jahr später folgte der Film Der Andere sowie ein längerer Handlungsbogen in Massive. 2009 war Parkinson im Film Wüstenblume sowie 2010 in den Filmen Four Lions und Brighton Rock zu sehen. Zwischen 2010 und 2011 verkörperte er den Shaun in der Serie Misfits. Seit 2012 gehörte Parkinson neben Vicky McClure zur Hauptbesetzung der Serie Line of Duty. 2017 schied er aus der Serie aus. Weitere Rollen folgten, vor allem in Fernsehproduktionen. In der 2020 erschienenen Netflix-Serie The English Game verkörperte er den ersten Mäzen in der Geschichte des Fußballs.
Craig Parkinson war mit der nordirischen Schauspielerin Susan Lynch verheiratet, das Paar trennte sich 2019 nach 12 Jahren Ehe. Aus der Ehe ging ein Sohn hervor.

## Filmografie (Auswahl)
- 2001: People Like Us (Fernsehserie, Folge 2x05)
- 2001: Dalziel and Pascoe (Fernsehserie, Folge 6x02)
- 2002: Attachments (Fernsehserie, Folge 2x10)
- 2002: The Bill (Fernsehserie, 2 Folgen)
- 2002–2003: Ed Stone Is Dead (Fernsehserie, 4 Folgen)
- 2003: Holby City (Fernsehserie, Folge 5x29)
- 2004: Hustle – Unehrlich währt am längsten (Hustle, Fernsehserie, Folge 1x05)
- 2004: Black Books (Fernsehserie, Folge 3x04)
- 2004: Outlaws (Fernsehserie, Folge 1x01)
- 2005: Inspector Lynley (The Inspector Lynley Mysteries, Fernsehserie, 1 Folge)
- 2007: Control
- 2007: Virgin Territory
- 2008: Der Andere (The Other Man)
- 2008: Massive (Fernsehserie, 4 Folgen)
- 2008: Lark Rise to Candleford (Fernsehserie, 1 Folge)
- 2009: Wüstenblume (Desert Flower)
- 2010: Four Lions
- 2010: Brighton Rock
- 2010: Whitechapel (Fernsehserie, 3 Folgen)
- 2010–2011: Misfits (Fernsehserie, 11 Folgen)
- 2011: Ghosted – Albtraum hinter Gittern (Ghosted)
- 2011: In with the Flynns (Fernsehserie, 6 Folgen)
- 2012–2017: Line of Duty (Fernsehserie)
- 2015, 2016: Indischer Sommer (Indian Summers, Fernsehserie, 16 Folgen)
- 2018: Wild Rose
- 2018: Black Mirror: Bandersnatch
- 2018: Unten am Fluss (Watership Down, Miniserie, Stimme im Original)
- 2019: Resistance (Miniserie)
- 2019: Wild Bill (Fernsehserie, Folge 1x02)
- 2020: The English Game (Miniserie)
- 2021: Doctor Who (3 Episoden)
- 2022: Vera – Ein ganz spezieller Fall (Vera, Fernsehserie, Folge 11x04)
- 2024: Renegade Nell (Miniserie)